# Le Printemps, l'Automne et l'Amour
Pour plus de détails, voir Fiche technique et Distribution.
Le Printemps, l'Automne et l'Amour est un film franco-italien réalisé par Gilles Grangier, sorti en 1955.

## Synopsis
Fernand Sarrasin est un patron nougatier de Montélimar, peu motivé par son commerce. Au cours de sa partie de pêche hebdomadaire, il sauve une jeune fille en train de se noyer, Cécilia, qu'il emmène chez lui. Après avoir appelé le médecin, il décide de la garder à la maison. Mais la jolie suicidée va lui faire tourner la tête et dénouer beaucoup de mauvaises langues dans la cité du nougat. Fernand, que tout le monde appelle gentiment Noël, est de surcroît célibataire. Cela finira-t-il par un mariage ?

## Fiche technique
- Titre : Le Printemps, l'Automne et l'Amour
- Réalisation : Gilles Grangier, assisté de Jacques Deray et P. Lambert
- Scénario : Gilles Grangier, Jean Manse d'après Noël Sarrasin de Raymond Asso
- Dialogues : Henri Jeanson
- Décors : Pierre Colombier
- Maquillage : Boris Karabanoff
- Coiffures : Yvonne Gasperina
- Photographie : Armand Thirard
- Son : William-Robert Sivel
- Montage : Christian Gaudin, assisté de J. Brédillon et Brachet
- Musique : Claude Valéry (éditions Méridian) ; orchestre sous la direction de Jacques Météhen
- Production : Jacques Bar
- Sociétés de production : Cité Films, Fidès, Francinex  ; Cirac
- Sociétés de distribution : Cinédis (France)
- Pays :  France -  Italie
- Langue originale : français
- Format : Noir et blanc - 1,37:1 - 35 mm - Son mono
- Genre :  Comédie dramatique
- Durée : 100 minutes
- Dates de sortie : 
  - France : 3 juin 1955
- Visa d'exploitation : 16050

## Distribution
- Fernandel : Fernand « Noël » Sarrasin
- Nicole Berger : Cécilia Sarrasin
- Claude Nollier : Julie Sarrasin
- Philippe Nicaud : Jean Balestra
- Georges Chamarat : M. Bourriol
- Gaston Rey : Antoine Sarrasin
- Andrex : Blancard
- Maria Zanoli : Anaïs
- Fernand Sardou : Calvette
- Madeleine Silvain :  Mme Calvette
- Jacqueline Noëlle : Simone
- Edmond Ardisson : le facteur
- Manuel Gary : Victor dit « Pied Plat »
- Denise Grey : une cliente de Sarrasin
- Mag-Avril : une commère
- Marthe Marty : une commère
- Julien Maffre : le lampiste
- Géo Georgey : le boucher
- Viviane Méry : la marchande de journaux
- René Worms : un voyageur
- Roger Caralp : le garçon boucher
- Bruce Kay : l'Américain
- Enrico Glori : le maître d'hôtel italien
- Mimo Billi : le guide italien
- Jenny Hélia : une consommatrice
- Liliane Robin : la femme de chambre
- Luce Dassas : une cliente de la boucherie
- Pierre Vaudier : un client de la pharmacie
- Jackie Rollin[réf. nécessaire]

## Production

### Tournage
Le tournage a eu lieu du 15 novembre 1954 au 25 janvier 1955, dans les studios de Boulogne et en extérieurs à Montélimar (dont la gare SNCF et l'ancienne usine de nougats Chabert et Guillot), à Paris (quartier de Montmartre) et à Rome.